# Auguste Serrure
Auguste Serrure, né à Anvers, le 2 novembre 1825 et mort à Schaerbeek, le 2 décembre 1902, est un peintre belge.
Son champ pictural, couvre essentiellement les scènes de genre. Il obtient une médaille d'or au Salon de Bruxelles de 1875. 
Ses œuvres sont notamment conservées aux Musées royaux des Beaux-Arts de Belgique, au Musée d'Orsay et au Musée de l'Ermitage.

## Biographie

### Famille
Auguste (Auguste Pierre Charles Hubert) Serrure, né Marché au lait no 810 à Anvers le 2 novembre 1825, est le fils de Louis Auguste Serrure (d) (1800-1845), architecte et professeur à l'Académie royale des beaux-arts d'Anvers, et de Reine Isabelle Lodewyckx (1799-1891), mariés à Anvers le 28 novembre 1820. Son frère Edmond Serrure (1832-1911) est architecte,. Le 7 juillet 1856, il épouse à Anvers Pauline Jeanne Andrée Ratinckx (1825-1860). Le couple est parent de trois filles : Irma (1857), Marie et Mathilde.

### Formation
Auguste Serrure est étudiant à l'Académie royale des beaux-arts d'Anvers et a pour professeur Ferdinand De Braekeleer.

### Carrière
Auguste Serrure expose pour la première fois au Salon de Gand de 1844 une scène de genre intitulée Les Deux amis. Il expose ensuite à plus de trente Salons triennaux belges, de même qu'à sept Expositions des Maîtres vivants aux Pays-Bas et à deux Salons de Paris en 1874 et 1876.
Au Salon de Bruxelles de 1875, grâce à sa toile Mule noble et pied vilain, il obtient une médaille d'or et vend son œuvre – popularisée par la gravure – au prix de 5 000 francs.
Auguste Serrure quitte Anvers en 1860, pour s'établir à Schaerbeek, où il meurt, à l'âge de 77 ans, rue des Coteaux no 308, le 2 décembre 1902. Le peintre Charles van den Eycken est l'un des déclarants du décès.

## Œuvre

### Thèmes

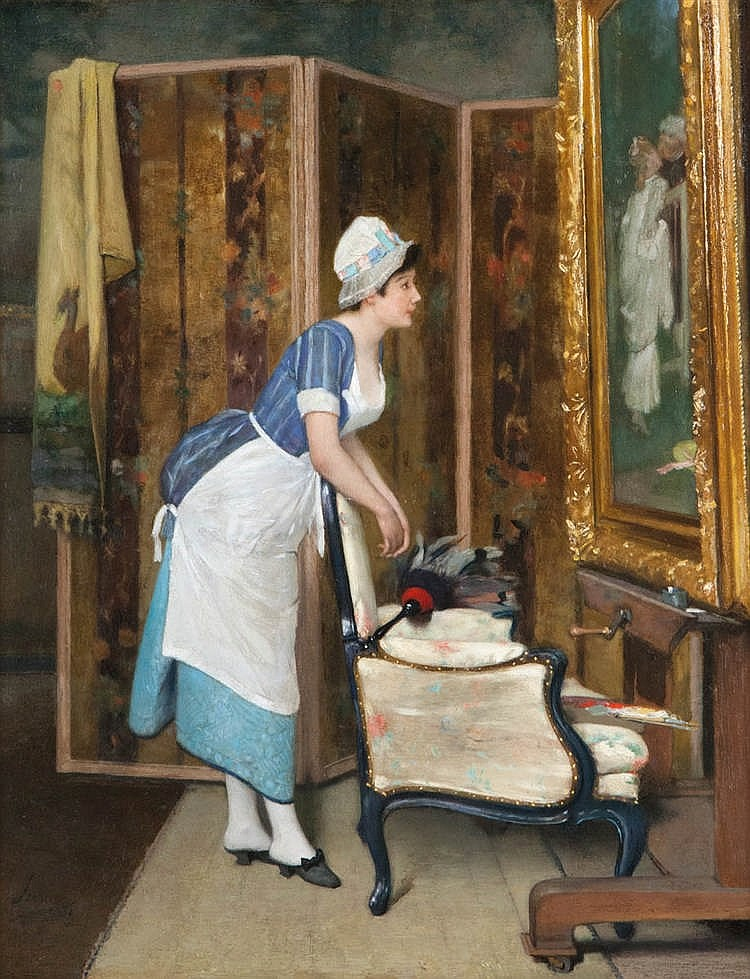
La Soubrette aimant l'art, figure récurrente de l'œuvre d'Auguste Serrure.

Son champ pictural couvre essentiellement les scènes de genre. Imitateur, au début de sa carrière, du style et des thèmes de son professeur Ferdinand de Braekeleer. Ensuite, il situe ensuite ses scènes de genre au XVIIIe siècle, dans les milieux sociaux privilégiés, dont il rend avec soin l'atmosphère en peignant minutieusement les intérieurs et les costumes. Ses saynètes parfois galantes, souvent teintées d'humour, possèdent une touche spirituelle. Elles sont parfois étoffées de représentations animales de chiens, de chats, de perroquets et de ouistitis.
D'autres toiles d'Auguste Serrure s'inspirent de la littérature anglaise, telle, en 1848, Première Entrevue du squire Thornhill et d'Olivia, d'après le roman Le Vicaire de Wakefield d'Oliver Goldsmith et popularisé par sa récente traduction en français par Charles Nodier. En 1851, c'est un épisode de la vie d'un peintre italien qui est représenté par Auguste Serrure : Salvator Rosa parmi les brigands, tableau inspiré du ballet Catarina ou la Fille du bandit de Jules Perrot. En 1861, le peintre expose Jean-Jacques Rousseau à Toune [sic] au Salon d'Anvers.
Dans les années 1850, Ernest Meissonier inspire Auguste Serrure, dont l'œuvre se métamorphose dans des tableaux tels que Les Redevances, La Lecture et Les Mousquetaires présentés au Salon d'Anvers de 1852. Le critique de L'Indépendance belge salue cette métamorphose. Il prête à ces trois œuvres des qualités d'exécution qui les rendent plus agréables à l'œil depuis que le peintre a abandonné la couleur terne de son ancienne manière.
L'un des personnages récurrents de son œuvre, surtout à la fin de sa carrière, est une soubrette avenante présente comme leitmotiv,.
Signe : Aug. Serrure

### Réception critique
Le critique Hyacinthe De Bruyn se montre sévère au Salon de Bruxelles de 1875, où pourtant Auguste Serrure obtient une médaille d'or : « M. Serrure ne fait que répéter son sujet suranné Entre voisins. Cette affèterie qui tient lieu de distinction est fatigante. Dans sa toile Mule noble et vilain pied, nous trouvons une composition nouvelle, mieux réussie que la première et dans laquelle nous nous plaisons à reconnaître une bonne facture, seulement, ici encore, la tonalité générale du tableau manque de finesse »
Lors du Salon de Gand de 1877, la critique du Journal des beaux-arts et de la littérature se montre élogieuse : « M. Auguste Serrure tient un succès sérieux. Son Habit de M. de Louvois est une page excellente quoique encore un peu dure d'aspect. Le sujet est original et développé avec une adroite entente des besoins de la cause. C'est une charmante scène de comédie étudiée par un très habile metteur en scène. Jamais M. Serrure n'a été si loin ni si haut ».
En 1879, le quotidien La Meuse juge favorablement l'artiste : « La Rêverie par M. Auguste Serrure est une gentille composition qui mériterait un titre moins banal. Une jolie soubrette appuyée sur sa brosse, le regard vague et fixe, regardant tout droit devant elle, tourne le dos à une glace dans laquelle elle vient sans doute de se mirer. Un peu de monotonie dans la tonalité générale, mais le dessin est correct, la couleur nette, franche, distinguée, les accessoires soignés, ensemble de qualités qui recommandent cette agréable toile à l'attention de nos amateurs »
Au Salon des beaux-arts de Charleroi de 1898, Auguste Serrure envoie deux œuvres qualifiées de « japonisantes » par la Gazette de Charleroi : « Les Bulles de savon est un tableau simplement superbe de couleur, d'une très grande distinction. Le maitre, dont le gouvernement possède plusieurs toiles, ne demande de ce tableau qu'un prix raisonnable. L'autre « japonaiserie » est aussi d'une couleur charmante »

### Galerie

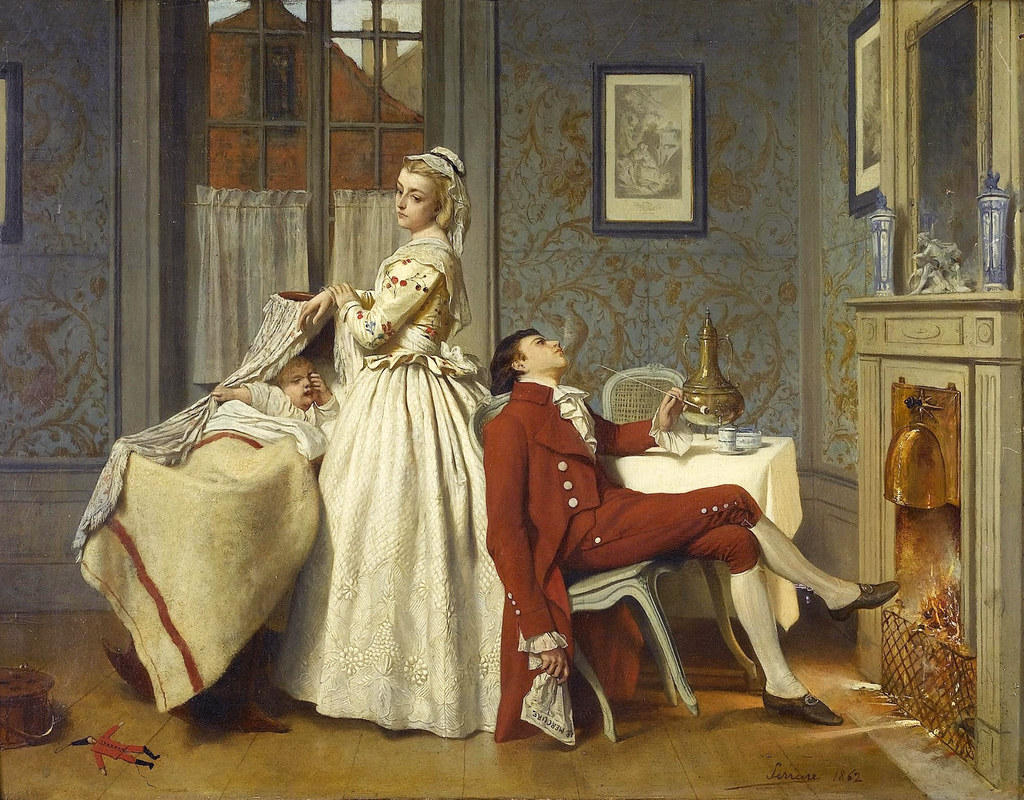
Après la lune de miel.
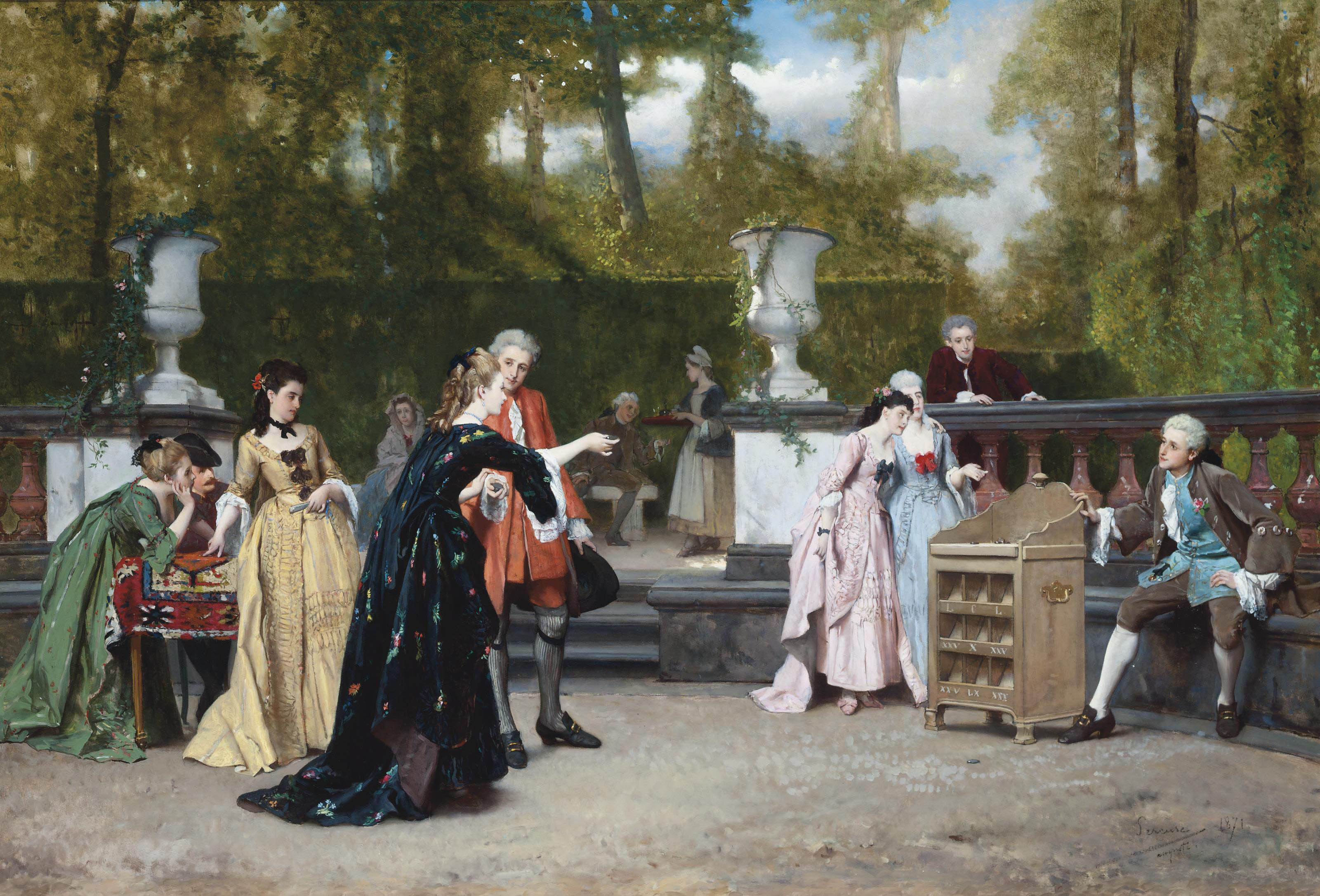
La Charmante Adversaire (1871).
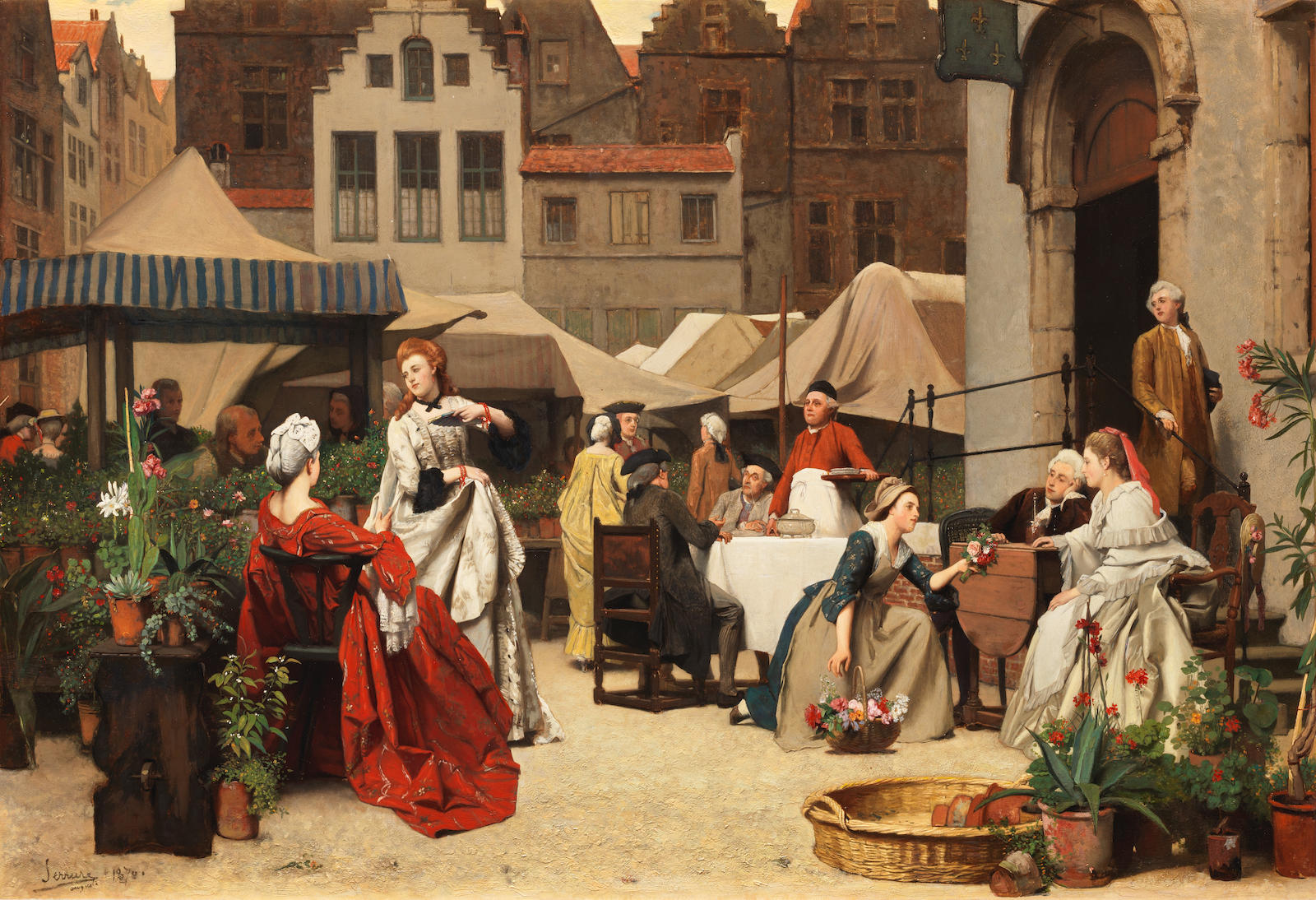
La Marchande de fleurs (1870).
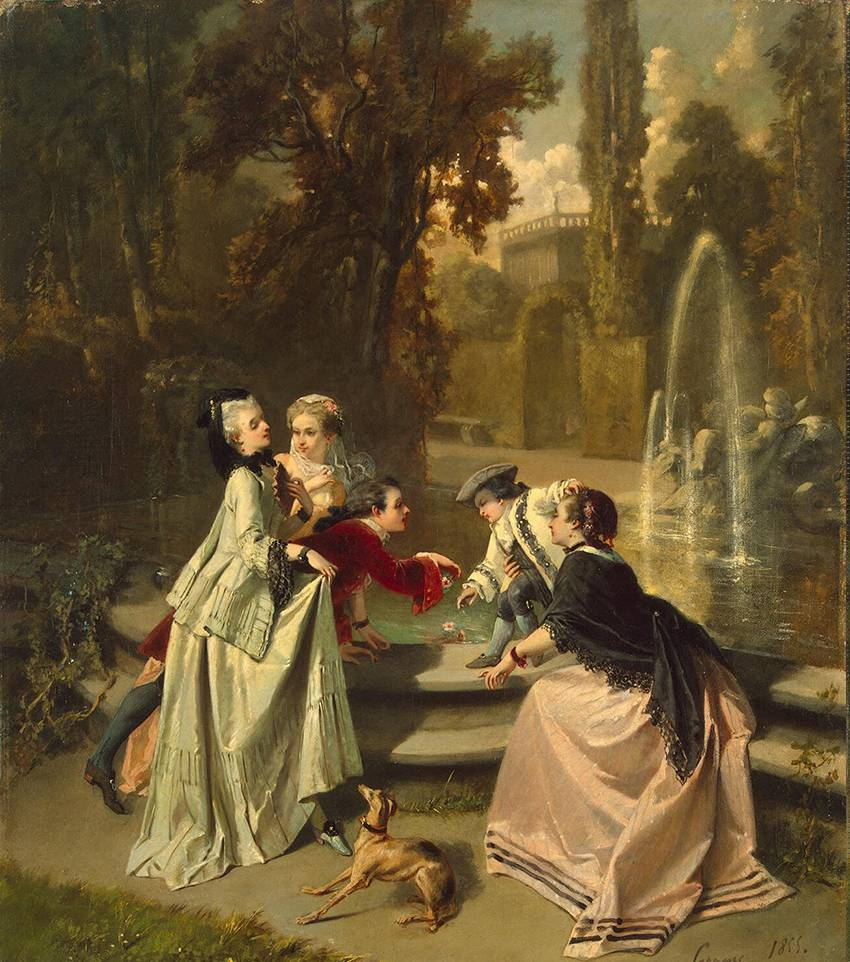
Le Malentendu.

### Expositions

#### Belgique
- Salon de Gand (XIX) de 1844 : Les Deux amis[16].
- Salon d'Anvers de 1846 : M'aimerait-il ?[17].
- Salon de Gand (XX) de 1847 : Le Fidèle messager et Deux jeunes filles dessinant d'après nature[18].
- Salon de Bruxelles de 1848 : Première entrevue du squire Thornhill et d'Olivia et Deux jeunes filles dessinant d'après nature[19].
- Salon d'Anvers de 1849 : Pour un pauvre mélomane[20].
- Salon de Bruxelles de 1851 : Salvator Rosa parmi les brigands[21].
- Salon d'Anvers de 1852 : Les Mousquetaires, Les Redevances et La Lecture[22].
- Salon de Bruxelles de 1854 : Les Apprêts de la leçon d'armes et Après le travail[23].
- Salon d'Anvers de 1855 : Le Bonheur conjugal, L'Artiste, L'Orage et Le Bon temps[24].
- Salon de Bruxelles de 1857 : La Toilette et La Réponse[25].
- Salon d'Anvers de 1858 : La Leçon de musique[26].
- Salon de Bruxelles de 1860 : Le Traîneau et Les Tonneliers de Nuremberg[27].
- Salon d'Anvers de 1861 : La Balançoire, Jean-Jacques Rousseau à Toune, Le Départ pour la chasse et Le Retour de la chasse[9].
- Salon de Gand (XXVe) de 1862 : La Balançoire, La Joie de la maison[28].
- Salon de Bruxelles de 1863 : Le Tir à l'arc, Le jeu du corbeau et Marché aux fleurs[29].
- Salon d'Anvers de 1864 : Le Vainqueur et Le Marchand[30].
- Salon d'Anvers de 1867 : Une amourette et Le Nid[31].
- Salon de Gand (XXVIIe) de 1868 : Le Nid[32].
- Salon de Bruxelles de 1872 : L'Habit de M. de Louvois[33].
- Salon d'Anvers de 1873 : Par droit de conquête et À ta santé ![34].
- Salon de Bruxelles de 1875 : Entre voisins et Mule noble et pied vilain [35].
- Salon d'Anvers de 1876 : L'Arbalète, La Lune de miel et Chez mademoiselle Clairon[36].
- Salon de Gand (XXXe) de 1877 : L'Habit de M. de Louvois et Le Nouveau pensionnaire[37].
- Salon de Bruxelles de 1878 : L'Habit de M. de Louvois[38].
- Salon d'Anvers de 1879 : Une catastrophe et Que ne suis-je marquise ?[39].
- Salon de Gand (XXXIe) de 1880 : Une catastrophe et Fleurs de serre et fleurs des champs[40].
- Salon de Gand de 1886 (XXXIIIe) : La Patte ! et Fleurs anonymes[41].
- Salon de Bruxelles de 1887 : La Pose[42].
- Salon d'Anvers de 1891 : La Dernière enchère[43].
- Salon de Gand (XXXVe) de 1892 : La Dernière enchère et En rupture de chaîne[44].
- Salon de Bruxelles de 1893 : En mil huit cent onze[45].
- Salon de Bruxelles de 1897 : À la fenêtre[46].
- Salon de Gand (XXXVIIe) de 1899 : Un moment de répit et À la fenêtre[47].

#### France
- Salon de Paris de 1874 : Le Baiser et La Bouderie[48].
- Salon de Paris de 1876 : À l'arbalète et La Lune de miel[48].

#### Pays-Bas
- Exposition des maîtres vivants à Amsterdam en 1847 : Un atelier de peintre[5].
- Exposition des maîtres vivants à Amsterdam en 1848 : Amour et innocence[5].
- Exposition des maîtres vivants à La Haye en 1849 : Le Portrait[5].
- Exposition des maîtres vivants à Amsterdam en 1850 : Un alchimiste[5].
- Exposition des maîtres vivants à Amsterdam en 1852 : Le Premier amour[5].
- Exposition des maîtres vivants à Amsterdam en 1858 : L'Espoir du père et Le Miroir grossissant[5].
- Exposition des maîtres vivants à Amsterdam en 1877 : La Moue[5].

### Collections muséales
- Musées royaux des Beaux-Arts de Belgique (Bruxelles) : L'Accord, huile sur bois, inventaire no 2980, format 97 × 130 cm, acquis de l'artiste en 1884[49].
- Musée d'Orsay, Paris : Scène d'auberge (s.d.), huile sur bois, format 60 × 76 cm, inventaire no INV 20874[50].
- Musée de l'Ermitage : Malentendu (ГЭ-8381).

## Honneur
- Chevalier de l'ordre de Léopold (4 mai 1881)[51].